# Cygne à cou noir
Cygnus melancoryphus
Pour les articles homonymes, voir Cygne noir (homonymie).
Espèce
Statut CITES
Statut de conservation UICN

 LC  : Préoccupation mineure

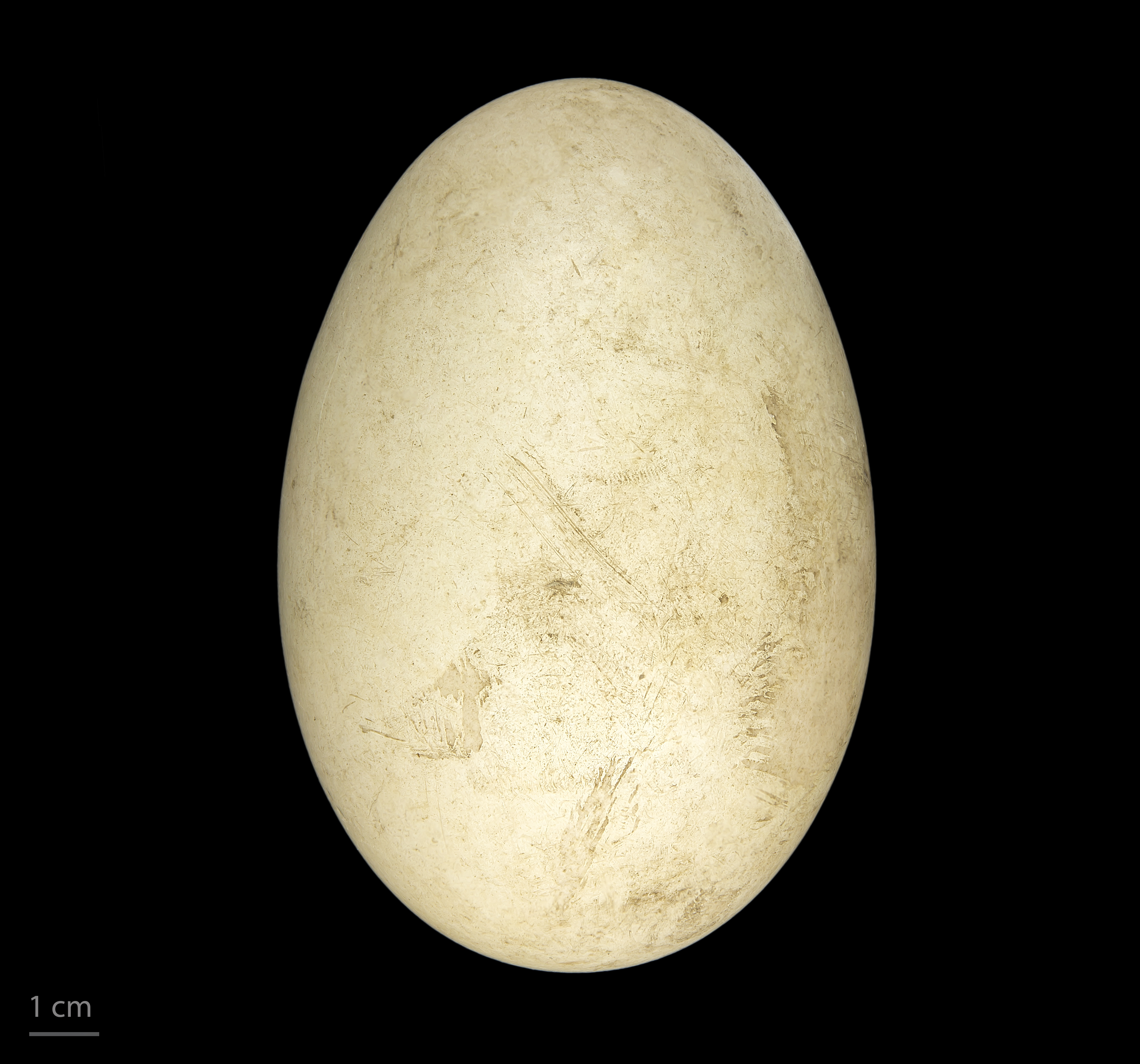
Œuf de Cygnus melancoryphus - Muséum de Toulouse

Le cygne à cou noir (Cygnus melancoryphus) est une espèce de cygnes habitant la partie méridionale de l'Amérique du Sud. Le nom latin de cette espèce est souvent écrit de manière fantaisiste. En effet, Juan Ignacio Molina l'a décrite sous le nom d'Anas Melanocoripha, nom incorrect qui a été rectifié ultérieurement en Cygnus melanocorypha.

## Description
Il mesure entre 102 et 124 cm pour un poids de 3500 à 8 700 g. L'envergure varie de 135 à 177 cm. Son plumage est blanc, sauf le cou et la tête qui sont noirs, les adultes ont une caroncule rouge à la base du bec.

## Répartition
Il habite le sud de l'Amérique du Sud, des îles Falkland jusqu'au sud-est du Brésil. Les populations les plus méridionales sont migratrices, hivernant principalement dans le nord de l'Argentine.

## Habitat
C'est un habitant des lacs, marais et lagunes aussi bien en eau douce que saumâtre.

## Biologie
C'est un oiseau grégaire sauf durant la période de nidification où les mâles deviennent très agressifs. Le nid est placé dans la végétation près de l'eau.
Parmi tous les cygnes, c'est celui qui est le plus maladroit à terre en raison de la brièveté de ses pattes.

## Populations
La population est comprise entre 26 000 et 100 000 individus. Cette espèce n'est pas menacée.